# الگا تاوسکی تاد
اولگا تاوسکی-تاد (۳۰ اوت ۱۹۰۶، اولوموتس، اتریش-مجارستان (الوموک کنونی، جمهوری چک) – ۷ اکتبر ۱۹۹۵، پاسادنا، کالیفرنیا) ریاضیدان اتریشی و بعداً چک-آمریکایی بود. او بیش از ۳۰۰ مقاله تحقیقاتی در مورد نظریه اعداد جبری، ماتریس‌های انتگرال، و ماتریس‌ها در جبر و تجزیه و تحلیل منتشر کرد.

## اوایل زندگی
اولگا تاوسکی در ۳۰ اوت ۱۹۰۶ در یک خانواده یهودی در منطقه کنونی اولوموتسجمهوری چک به دنیا آمد پدرش، جولیوس دیوید تاوسکی، شیمیدان صنعتی و مادرش، آیدا پولاک، خانه‌دار بود. او دومین فرزند از سه فرزند بود. پدرش ترجیح می‌داد که اگر دخترانش شغلی داشتند، در هنر باشند، اما همه آنها وارد علوم شدند. ایلونا، سه سال بزرگتر از اولگا، شیمیدان مشاور در صنعت گلیسیرید شد، و هرتا، سه سال کوچکتر از اولگا، داروساز شد و بعداً شیمیدان بالینی در کالج پزشکی دانشگاه کورنل در شهر نیویورک شد.
در سن سه سالگی، خانواده او به وین نقل مکان کردند و تا اواسط جنگ جهانی اول در آنجا زندگی کردند. بعدها پدر تاوسکی سمت مدیر کارخانه سرکه در لینز در اتریش علیا را پذیرفت. تاوسکی در سنین جوانی علاقه شدیدی به ریاضیات نشان داد. پس از فوت پدرش در سال آخر مدرسه، او تابستان را در کارخانه سرکه‌سازی پدرش کار می‌کرد و خانواده‌اش تحت فشار قرار گرفت تا شیمی بخواند تا کار پدرش را به دست بگیرد. خواهر بزرگترش اما در رشته شیمی صلاحیت داشت و کار پدرش را به عهده گرفت. در «وین سرخ» آن روز، حزب سوسیال دموکرات اتریش زنان را تشویق به ادامه تحصیلات عالی کرد، و تاوسکی در پاییز ۱۹۲۵ در دانشگاه وین ثبت نام کرد تا در رشته ریاضیات تحصیل کند.

## حرفه
تاوسکی ابتدا در نظریه اعداد جبری کار کرد و دکترای خود را در دانشگاه وین تحت نظارت فیلیپ فورتوانگلر، نظریه‌پرداز اعداد، از آلمان گرفت. در آن زمان، او در جلسات حلقه وین، گروهی از فیلسوفان و منطق دانان که فلسفه پوزیتیویسم منطقی را توسعه می‌دادند، شرکت کرد. تاوسکی، مانند اولگا هان-نورات و رز رند، یکی از اولین زنانی بود که به گروهی پیوست که شامل اتو نورات، رودولف کارنپ و کورت گودل بود و به شدت تحت تأثیر لودویگ ویتگنشتاین بود.
تاوسکی بیشتر به خاطر کارش در نظریه ماتریس (به ویژه ثبات محاسباتی ماتریس‌های مختلط)، نظریه اعداد جبری، نظریه گروه‌ها و تحلیل عددی شناخته شده‌است.
بعدها، او شروع به استفاده از ماتریس‌ها برای تجزیه و تحلیل ارتعاشات هواپیماها در طول جنگ جهانی دوم، در آزمایشگاه ملی فیزیکی در بریتانیا کرد. در این مدت او چندین مقاله نوشت که توسط وزارت تولید هواپیما در لندن منتشر شد. او بعداً خود را به عنوان یک حامل مشعل برای نظریه ماتریس توصیف کرد.
در سال ۱۹۳۵، او به انگلستان نقل مکان کرد و عضو کالج گیرتون، دانشگاه کمبریج، و همچنین در کالج برین ماور شد. بلافاصله پس از آن، در سال ۱۹۳۸، او با ریاضیدان ایرلندی جک تاد، یکی از همکارانش در دانشگاه لندن، ازدواج کرد.
در سال ۱۹۴۵ تادز به ایالات متحده مهاجرت کرد و برای اداره ملی استانداردها کار کرد. در سال ۱۹۵۷ او و همسرش هر دو به هیئت علمی موسسه فناوری کالیفرنیا (Caltech) در پاسادنا، کالیفرنیا پیوستند. او همچنین استاد راهنمای اولین دکترای زندر ریاضیات کلتک بود. همچنین استاد لورین فاستر، و همچنین هانا نویمان، فیلیپ جی. هانلون، و چارلز رویال جانسون بود.
تاوسکی در سال ۱۹۷۷ از تدریس بازنشسته شد، اما به مکاتبات خود با دیگر ریاضیدانان در مورد کارش در نظریه ماتریس ادامه داد.

## جوایز و افتخارات
تاوسکی جایزه فورد را برای مقاله ای در مورد مجموع مربع‌ها که در سال ۱۹۷۰ در ماهنامه ریاضی آمریکایی منتشر شد، دریافت کرد. او در سال ۱۹۸۸ موفق به دریافت دکترای افتخاری از دانشگاه وین و DSc افتخاری از دانشگاه کالیفرنیای جنوبی شد.
او عضو انجمن پیشبرد علوم آمریکا، مدرس نوتر و دریافت کننده صلیب افتخار اتریش برای علم و هنر، درجه ۱ (۱۹۷۸) بود.
در سال ۱۹۹۳، انجمن بین‌المللی جبر خطی (ILAS) مجموعه‌ای از سخنرانی‌ها را برای تقدیر از مشارکت‌های تاوسکی تاد و همسرش در زمینه جبر خطی وضع کرد. در سال ۲۰۲۱، مجموعه سخنرانی‌های تاوسکی–تاد به جایزه ایلاس تاوسکی–تاد تبدیل شد.